# Protamandua rothi
Protamandua rothi és una espècie de mamífer pilós extint de la família dels mirmecofàgids que visqué a Sud-amèrica durant el Miocè inferior, fa entre 16,3 i 17,5 milions d'anys. Se n'han trobat restes fòssils a la província argentina de Santa Cruz. Es tracta de l'única espècie del gènere Protamandua. Probablement és l'avantpassat dels tamàndues d'avui en dia, dels quals no diferia gaire físicament. El nom genèric Protamandua significa ‘abans de Tamandua’, mentre que el nom específic rothi fou elegit en honor del paleontòleg helveticoargentí Santiago Roth.